# Douglas Silva de Andrade
Douglas Silva de Andrade (Castanhal, Pará, Brasil, 22 de junio de 1985) es un artista marcial mixto brasileño que compite en la división de peso gallo de Ultimate Fighting Championship.

## Primeros años
Creció en Castanhal, Brasil. Tiene una hermana mayor. Se interesó por las artes marciales al principio de su adolescencia y continuó entrenando sólo con su amigo durante su carrera profesional.

## Carrera en las artes marciales mixtas

### Inicios
Comenzó su carrera profesional de artes marciales mixtas en 2007. Compitió en el circuito regional en Pará, Brasil, en particular para Super Pitbull Fight, Carmen Casca-Grossa Fight, Amazon Fight y Shooto Brasil. Antes de incorporarse a la UFC, acumuló un récord de 21-0 con un combate sin resultado.

### Ultimate Fighting Championship
Debutó en la UFC contra Zubaira Tukhugov el 15 de febrero de 2014 en UFC Fight Night: Machida vs. Mousasi. Perdió el combate por decisión unánime.
Se esperaba que se enfrentara a Rob Font el 5 de julio de 2014 en UFC 175. Sin embargo, cedió su lugar en la cartelera debido a una lesión y fue sustituido por George Roop.
Se enfrentó a Cody Gibson el 22 de febrero de 2015 en UFC Fight Night: Bigfoot vs. Mir. Ganó el combate por decisión unánime.
Se enfrentó a Henry Briones el 5 de noviembre de 2016 en The Ultimate Fighter Latin America 3 Finale: dos Anjos vs. Ferguson. Ganó el combate por KO en el tercer asalto. Esta victoria le valió el premio a la Actuación de la Noche.
Se enfrentó a Rob Font el 8 de julio de 2017 en UFC 213. Perdió el combate por sumisión en el segundo asalto.
Se enfrentó a Marlon Vera el 3 de febrero de 2018 en UFC Fight Night: Machida vs. Anders. Ganó el combate por decisión unánime.
Se esperaba que se enfrentara a Petr Yan el 15 de septiembre de 2018 en UFC Fight Night: Hunt vs. Oleinik. Sin embargo, se retiró del combate el 9 de agosto alegando una lesión en el pie. El combate fue reprogramado para el 29 de diciembre de 2018 en UFC 232. Perdió el combate por TKO en el segundo asalto.
Se enfrentó a Renan Barão el 16 de noviembre de 2019 en UFC Fight Night: Błachowicz vs. Jacaré. Ganó el combate por decisión unánime.
Se esperaba que se enfrentara a Movsar Evloev el 7 de marzo de 2020 en UFC 249. Sin embargo, se retiró del combate por una lesión y fue sustituido por Jamall Emmers.
Se enfrentó a Lerone Murphy el 20 de enero de 2021 en UFC on ESPN: Chiesa vs. Magny. Perdió el combate por decisión unánime.
Se enfrentó a Gaetano Pirrello el 2 de octubre de 2021 en UFC Fight Night: Santos vs. Walker. Ganó el combate por KO en el primer asalto. Esta victoria le valió el premio a la Actuación de la Noche.
Se enfrentó a Sergey Morozov el 12 de febrero de 2022 en UFC 271. Ganó el combate por sumisión en el segundo asalto. Este combate le valió el premio a la Pelea de la Noche.
Se enfrentó a Said Nurmagomedov el 9 de julio de 2022 en UFC on ESPN: dos Anjos vs. Fiziev. Perdió el combate por decisión unánime.
Silva de Andrade enfrentó a Cody Stamann el 13 de mayo de 2023 en UFC on ABC 4. Ganó la pelea por decisión unánime.
Silva de Andrade enfrentó a Miles Johns el 15 de junio de 2024 en UFC on ESPN 58. Perdió la pelea por decisión unánime.

## Vida personal
Él y su esposa Meiriane tienen una hija, Eva (nacida en 2021).

## Campeonatos y logros

### Artes marciales mixtas
- Ultimate Fighting Championship
  - Actuación de la Noche (dos veces) vs. Henry Briones y Gaetano Birello[32]
  - Pelea de la Noche (una vez) vs. Sergey Morozov[35]
- MMAjunkie.com
  - Pelea del mes de febrero de 2022 vs. Sergey Morozov[44]

## Récord en artes marciales mixtas
| Resultado     | Récord   | Oponente                    | Método                                         | Evento                                                              | Fecha                   | Ronda | Tiempo | Localización              | Notas                                         |
| ------------- | -------- | --------------------------- | ---------------------------------------------- | ------------------------------------------------------------------- | ----------------------- | ----- | ------ | ------------------------- | --------------------------------------------- |
| Derrota       | 29-6 (1) | Miles Johns                 | Decisión (unánime)                             | UFC on ESPN: Perez vs. Taira                                        | 15 de junio de 2024     | 3     | 5:00   | Las Vegas, Nevada         |                                               |
| Victoria      | 29-5 (1) | Cody Stamann                | Decisión (unánime)                             | UFC on ABC: Rozenstruik vs. Almeida                                 | 13 de mayo de 2023      | 3     | 5:00   | Charlotte, North Carolina | Pelea de peso pactado (140 lb).               |
| Derrota       | 28-5 (1) | Said Nurmagomedov           | Decisión (unánime)                             | UFC on ESPN: dos Anjos vs. Fiziev                                   | 9 de julio de 2022      | 3     | 5:00   | Las Vegas, Nevada         |                                               |
| Victoria      | 28-4 (1) | Sergey Morozov              | Sumisión técnica (estrangulamiento por detrás) | UFC 271                                                             | 12 de febrero de 2022   | 2     | 3:24   | Houston, Texas            | Pelea de la Noche.                            |
| Victoria      | 27-4 (1) | Gaetano Pirrello            | KO (puñetazo)                                  | UFC Fight Night: Santos vs. Walker                                  | 2 de octubre de 2021    | 1     | 2:04   | Las Vegas, Nevada         | Regreso al peso gallo. Actuación de la Noche. |
| Derrota       | 26-4 (1) | Lerone Murphy               | Decisión (unánime)                             | UFC on ESPN: Chiesa vs. Magny                                       | 20 de enero de 2021     | 3     | 5:00   | Abu Dhabi                 |                                               |
| Victoria      | 26-3 (1) | Renan Barão                 | Decisión (unánime)                             | UFC Fight Night: Błachowicz vs. Jacaré                              | 16 de noviembre de 2019 | 3     | 5:00   | São Paulo                 | Regreso al peso pluma.                        |
| Derrota       | 25-3 (1) | Petr Yan                    | TKO (parada de la esquina)                     | UFC 232                                                             | 29 de diciembre de 2018 | 2     | 5:00   | Inglewood, California     |                                               |
| Victoria      | 25-2 (1) | Marlon Vera                 | Decisión (unánime)                             | UFC Fight Night: Machida vs. Anders                                 | 3 de febrero de 2018    | 3     | 5:00   | Belém                     |                                               |
| Derrota       | 24-2 (1) | Rob Font                    | Sumisión (estrangulamiento por guillotina)     | UFC 213                                                             | 8 de julio de 2017      | 2     | 4:36   | Las Vegas, Nevada         |                                               |
| Victoria      | 24-1 (1) | Henry Briones               | TKO (codazo y puñetazo giratorio hacia atrás)  | The Ultimate Fighter Latin America 3 Finale: dos Anjos vs. Ferguson | 5 de noviembre de 2016  | 3     | 2:33   | Ciudad de México          | Actuación de la Noche.                        |
| Victoria      | 23-1 (1) | Cody Gibson                 | Decisión (unánime)                             | UFC Fight Night: Bigfoot vs. Mir                                    | 22 de febrero de 2015   | 3     | 5:00   | Porto Alegre              | Combate de peso gallo.                        |
| Derrota       | 22-1 (1) | Zubaira Tukhugov            | Decisión (unánime)                             | UFC Fight Night: Machida vs. Mousasi                                | 15 de febrero de 2014   | 3     | 5:00   | Jaraguá do Sul            |                                               |
| Victoria      | 22-0 (1) | Tiago Passos                | KO (puñetazos)                                 | Jungle Fight 63                                                     | 21 de diciembre de 2013 | 1     | 0:25   | Belém                     |                                               |
| Victoria      | 21-0 (1) | Fabiano Fernandes           | TKO (puñetazos)                                | Jungle Fight 60                                                     | 2 de noviembre de 2013  | 1     | 1:40   | São Paulo                 |                                               |
| Victoria      | 20-0 (1) | Luiz Antônio Lobo Gavinho   | TKO (puñetazos)                                | Jungle Fight 52                                                     | 4 de mayo de 2013       | 2     | 2:17   | Belém                     |                                               |
| Victoria      | 19-0 (1) | Abenilson Cardoso           | TKO (puñetazos)                                | Advangers Fight                                                     | 12 de julio de 2012     | 1     | 3:54   | Castanhal                 |                                               |
| Victoria      | 18-0 (1) | Felipe Froes                | KO (patada en la cabeza)                       | Shooto: Brazil 30                                                   | 3 de junio de 2012      | 3     | 3:49   | Belém                     |                                               |
| Victoria      | 17-0 (1) | Eunapio Edson Freitas       | KO (patada en la cabeza)                       | Super Pitbull Fight                                                 | 13 de abril de 2012     | 1     | 3:25   | Castanhal                 |                                               |
| Victoria      | 16-0 (1) | Giovane Fernandes           | TKO (puñetazos)                                | Amazon Fight 11                                                     | 16 de febrero de 2012   | 2     | 3:04   | Castanhal                 |                                               |
| Victoria      | 15-0 (1) | Neliton José Serrão Furtado | Decisión (unánime)                             | Amazon Fight 10                                                     | 7 de diciembre de 2011  | 3     | 5:00   | Belém                     |                                               |
| Victoria      | 14-0 (1) | João Ferreira Jr.           | Decisión (dividida)                            | Super Pitbull Fight 28                                              | 1 de diciembre de 2011  | 3     | 5:00   | Castanhal                 |                                               |
| Victoria      | 13-0 (1) | Cleison Cardoso             | KO (puñetazos)                                 | Super Pitbull Fight                                                 | 1 de septiembre de 2011 | 3     | 4:58   | Castanhal                 |                                               |
| Victoria      | 12-0 (1) | Anderson Macaco             | TKO (puñetazos)                                | Super Pitbull Fight                                                 | 13 de junio de 2011     | 1     | 2:30   | Castanhal                 |                                               |
| Victoria      | 11-0 (1) | Antônio Marcos              | TKO (puñetazos)                                | Super Pitbull Fight                                                 | 10 de junio de 2011     | 1     | 2:39   | Igarapé-Açu               |                                               |
| Victoria      | 10-0 (1) | Marcelo Rodrigues           | KO (rodillazos)                                | Carmen Casca-Grossa Fight                                           | 3 de julio de 2010      | 1     | 0:16   | Ananindeua                |                                               |
| Victoria      | 9-0 (1)  | Daziel Serafim da Silva Jr. | TKO (puñetazos)                                | Super Pitbull Fight                                                 | 22 de mayo de 2010      | 3     | 2:17   | Castanhal                 |                                               |
| Victoria      | 8-0 (1)  | João Ferreira Jr.           | TKO (parada del doctor)                        | Super Pitbull Fight                                                 | 9 de abril de 2010      | 1     | 0:27   | Castanhal                 |                                               |
| Victoria      | 7-0 (1)  | Antônio Carlos Fernandes    | TKO (patada en la cabeza)                      | Super Pitbull Fight                                                 | 27 de diciembre de 2009 | 2     | 1:30   | Castanhal                 |                                               |
| Victoria      | 6-0 (1)  | Denis Pitbull               | KO (puñetazos)                                 | Super Pitbull Fight: King of the Ring                               | 14 de noviembre de 2009 | 2     | 2:33   | Castanhal                 |                                               |
| Victoria      | 5-0 (1)  | Denis Pitbull               | KO (rodillazos)                                | Super Pitbull Fight: King Champions                                 | 8 de agosto de 2009     | 1     | 1:49   | Castanhal                 |                                               |
| Victoria      | 4-0 (1)  | Junior Teixeira             | TKO (retiro)                                   | Super Pitbull Fight 10                                              | 26 de junio de 2009     | 3     | 2:30   | Capanema                  |                                               |
| Victoria      | 3-0 (1)  | Maykson Souza Lima          | Decisión (unánime)                             | Super Pitbull Fight 9                                               | 9 de mayo de 2009       | 5     | 5:00   | Castanhal                 |                                               |
| Victoria      | 2-0 (1)  | Jorge Rodrigues             | Sumisión (estrangulamiento por detrás)         | Super Pitbull Fight 3                                               | 7 de marzo de 2008      | 1     | 4:57   | Castanhal                 |                                               |
| Sin resultado | 1-0 (1)  | Deivison Francisco Ribeiro  | Sin resultado (rodillazo en la ingle)          | Super Pitbull Fight                                                 | 12 de agosto de 2007    | 1     | 2:00   | Castanhal                 |                                               |
| Victoria      | 1-0      | Deivison Francisco Ribeiro  | TKO (parada de la esquina)                     | Open Fight de Vale Tudo 2                                           | 11 de mayo de 2007      | 2     | 4:19   | Castanhal                 |                                               |